# José Sala Sala
José Sala Sala (Novelda, siglo XIX-Novelda siglo XX) fue un ingeniero textil y maestro de obras valenciano.

## Biografía
Realizó la carrera de ingeniería textil en Tarrasa (Barcelona). Debido a su estancia en Cataluña, conoció de manera directa la obra de Antonio Gaudí, que posteriormente le infiuiría para concebir y diseñar el Santuario de Santa María Magdalena.
Fue el maestro de obras y constructor del Santuario de Santa María Magdalena durante la primera etapa de su edificación. La realizó como un tributo personal a Novelda, su ciudad natal, y como un regalo a su madre. El santuario es una obra muy singular y destacada dentro del modernismo valenciano.

## Obras
- Santuario de Santa María Magdalena, en Novelda (Alicante).